# Вимірювально-обчислювальний комплекс
Вимі́рювально-обчи́слювальний ко́мплекс (ВОК) — автоматизований засіб вимірювань, що має у своєму складі мікропроцесори (МП) з необхідним периферійним обладнанням, вимірювальні і допоміжні пристрої, керовані від МП, та програмне забезпечення комплексу і призначений для виконання у складі вимірювальної системи конкретного завдання з вимірювання.

## Функції ВОК
Незалежно від галузі застосування ВОК повинні виконувати такі функції:
- визначення та контроль метрологічних характеристик первинних вимірювальних перетворювачів;
- обробка сигналів, що надходять від первинних вимірювальних перетворювачів;
- перетворення значень параметрів вхідних сигналів у значення величин.
- управління процесом вимірювань;
- управління впливами на об'єкт вимірювання;
- формування оперативного, змінного, добового та ін. звітів і подання їх оператору у заданій формі;
- створення та ведення архівів звітів та журналів подій з можливістю перегляду і друку;
- подання оператору результатів вимірювання в заданій формі;
- формування, відображення та друк протоколів повірки та контролю.

## Вимоги до ВОК
Для виконання покладених функцій ВОК повинен забезпечувати сприйняття, перетворення і обробку сигналів від первинних вимірювальних перетворювачів (датчиків або приладів), управління ними та іншими компонентами, що входять до складу ВОК, а також вироблення нормалізованих сигналів впливу на об'єкт вимірювання, оцінку точності вимірювань і представлення результатів вимірювань у стандартній формі.

## Склад та структура ВОК
До складу ВОК входять технічні й програмні компоненти. Програмні компоненти включають в себе системне і загальне прикладне програмне забезпечення.
Залежно від конкретних вимог проектуються однорівневі і багаторівневі ВОК. У однорівневих ВОК все вимірювальне периферійне обладнання сполучене безпосередньо з інтерфейсом центрального процесора. У багаторівневих ВОК обчислювальна потужність розподілена між різними рівнями.

## Принципи агрегатування ВОК
Створення нових ВОК зазвичай ведеться шляхом агрегатування (компонування з обмеженого числа уніфікованих функціональних частин: деталей, блоків, вузлів або приладів). Для забезпечення агрегатування важливе значення має сумісність, яка поділяється на інформаційну, енергетичну, конструктивну, метрологічну, експлуатаційну та за надійністю і котра реалізується шляхом використання спільного інтерфейсу.
Інтерфейс регламентує правила обміну усіма видами інформації між пристроєм, що утворюють якусь систему. Він включає в себе апаратні засоби і протокол (сукупність правил, які єдині принципи взаємодії підсистем.).
Стосовно до ВОК інтерфейс забезпечує інформаційну сумісність апаратних засобів, що входять до комплексу. Основні класифікаційні ознаки інтерфейсів:
- за способом з'єднання засобів вимірювань і автоматизації інтерфейси поділяються на:
  - магістральні,
  - радіальні,
  - послідовні (ланцюжкові),
  - змішані;
- за способом передачі інформації інтерфейси поділяються на:
  - паралельні,
  - послідовні,
  - паралельно-послідовні;
- за принципом обміну інформацією:
  - синхронні,
  - асинхронні;
- за режимом передачі інформації інтерфейси бувають:
  - дуплексні — з двосторонньою одночасною передачею,
  - симплексні — з двосторонньою почерговою передачею,
  - з односторонньою передачею.